# باغ موزه ویزکایا

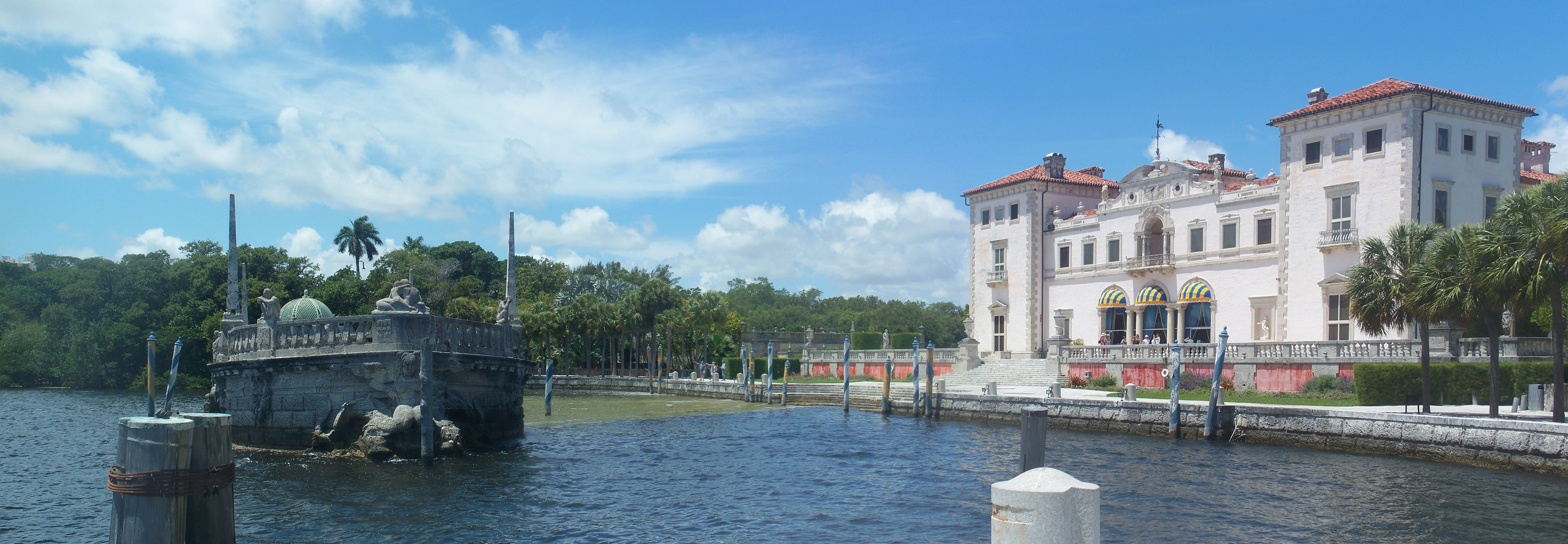
عمارت اصلی در سمت راست و دوبهٔ سنگی در سمت چپ

باغ موزهٔ ویزکایا (به انگلیسی: Vizcaya Museum and Gardens) که پیش از این ویلای ویزکایا نامیده می‌شد، مجموعهٔ باغ و املاکی است که در ابتدا متعلق به جیمز دیرینگ (به انگلیسی: James Deering)، تاجر و از وارثان ثروت شرکت دیرینگ مک‌کورمیک هاروستینگ بین‌المللی بود. این باغ موزه در خلیج بیسکین در محلهٔ کوکونات گرو فعلی شهر میامی فلوریدا واقع شده‌است. املاک ویزکایا در اوایل قرن بیستم شامل باغ‌های وسیع به سبک رنسانس ایتالیایی، چشم‌انداز جنگلی بومی و یک محوطهٔ روستایی تاریخی می‌شد.
چشم‌انداز و معماری این مجموعه از سبک ونتو و نیز رنسانس ایتالیایی توسکانی تأثیر گرفته‌است و به سبک معماری احیای مدیترانه‌ای و نیز عناصری از باروک طراحی شده‌است. معمار این مجموعه اِف بیورال هافمن، مدیر طراحی آن پال چافین و معمار باغ‌ها و چشم‌انداز این مجموعه دیه‌گو سوارز بودند.
مالک کنونی باغ موزهٔ ویزکایا شهرستان میامی-دید است و این مکان برای بازدید عموم آزاد است.

## تاریخچه
بخش عمدهٔ ویلای ویزکایا بین سال‌های ۱۹۱۴ و ۱۹۲۲ و با هزینهٔ ۱۵ میلیون دلار ساخته شد. دیرینگ از سال ۱۹۱۶ تا زمان مرگش در سال ۱۹۲۵ از ویزکایا به عنوان قشلاق و اقامتگاه زمستانی خود استفاده می‌کرد. ساخت و ساز باغ‌های وسیع به سبک رنسانس ایتالیایی و بخش روستایی تا سال ۱۹۲۳ ادامه یافت. گفتنی است که در طول سال‌های جنگ جهانی اول، خرید و فروش مصالح ساختمانی در فلوریدا دشوار بود.
از نکات جالب توجه املاک ویزکایا تطبیق سنت‌های زیبایی‌شناختی تاریخی اروپا با منطقه نیمه گرمسیری فلوریدای جنوبی است. به‌طور مثال ساخت آن تلفیقی است از طرح‌بندی و چیدمان باغ‌های فرانسوی و ایتالیایی با عناصری از سنگ‌تراشی سنگ‌آهک کوبایی و تزئینات معماری از مرجانهای فلوریدایی. و نیز کاشت گیاهان بومی و نیز گیاهان سازگار با مناطق گرمسیری که در این زیستگاه و آب و هوا رشد و نمو پیدا می‌کنند. درختان نخل و فیلودندرون تا آن زمان در طراحی باغ‌های شبیه‌سازی شدهٔ توسکانی یا ایل-دو-فرانس به کار نرفته بودند.

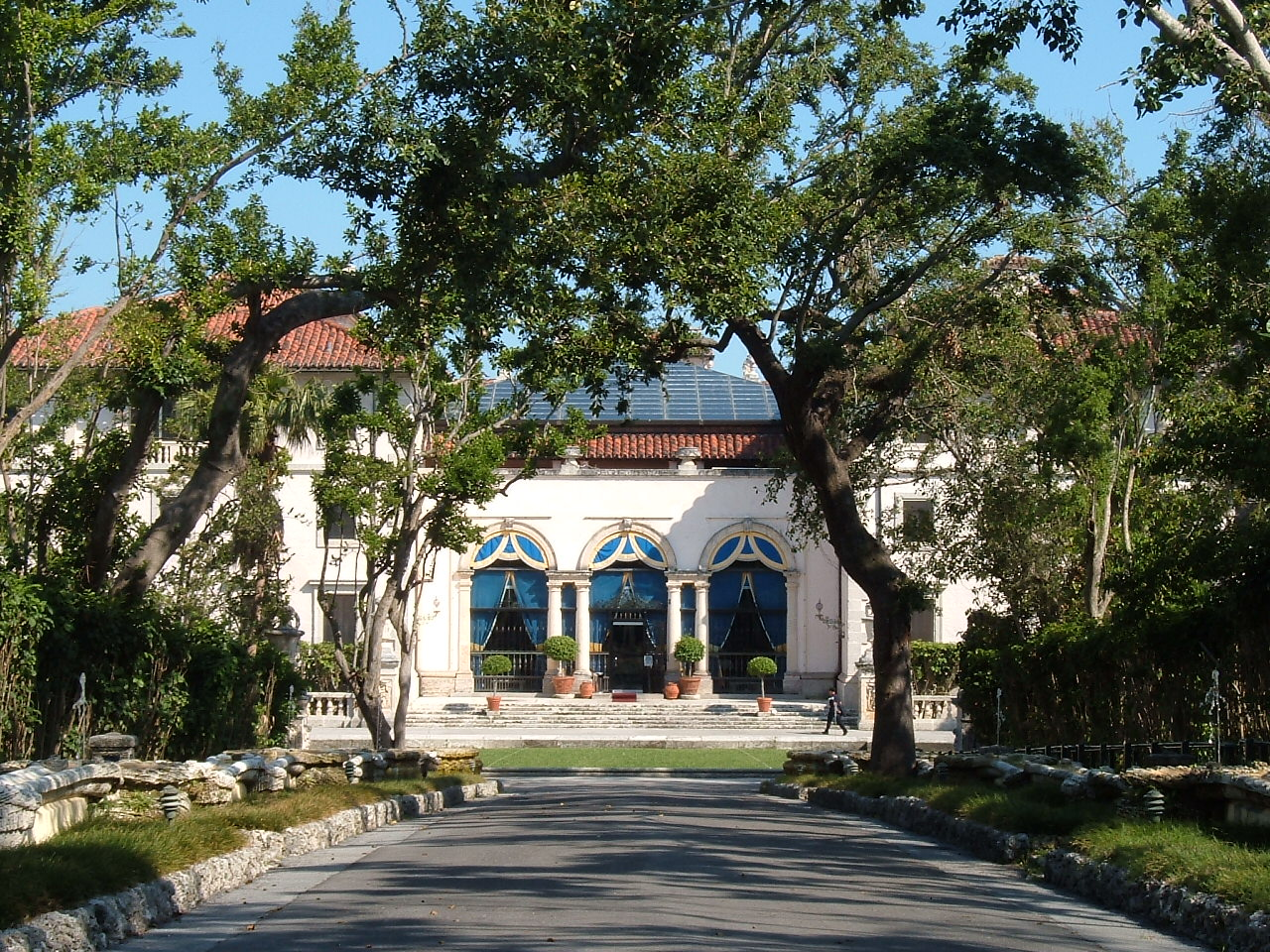
چشم‌انداز ورودی از نمای غربی ویلا

## نگارخانه

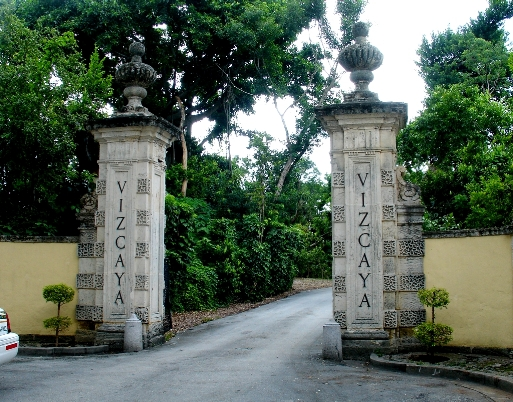
ورودی املاک
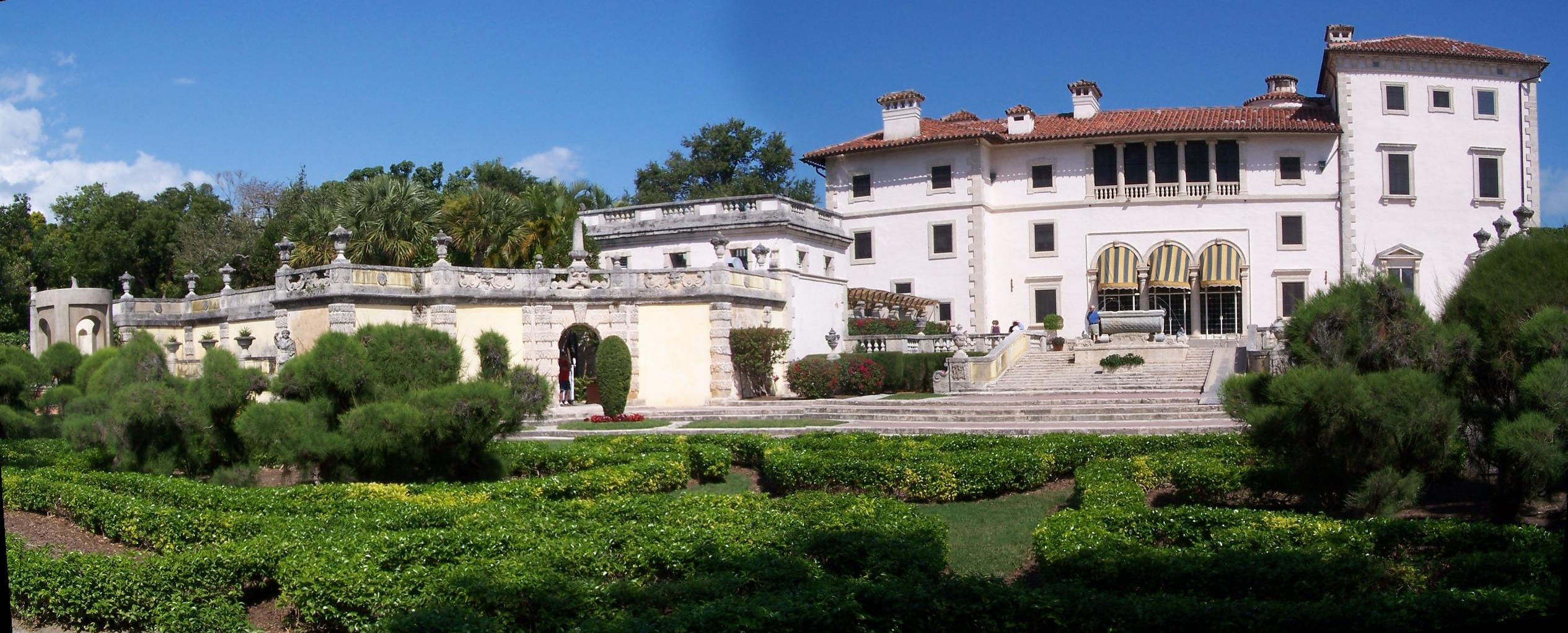
نمای ویلا از باغ‌های جنوبی
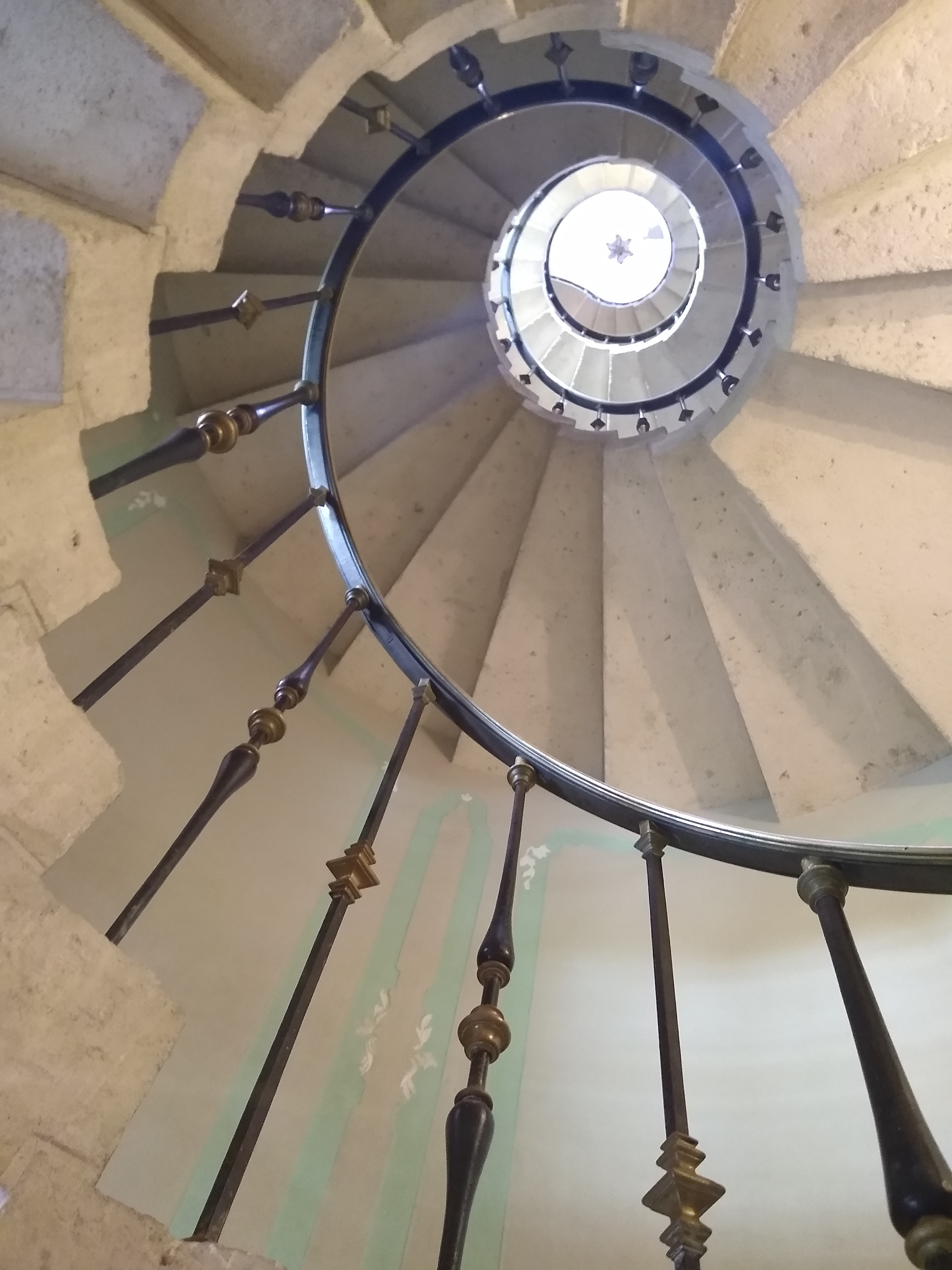
پلکان مارپیچ داخل خانه
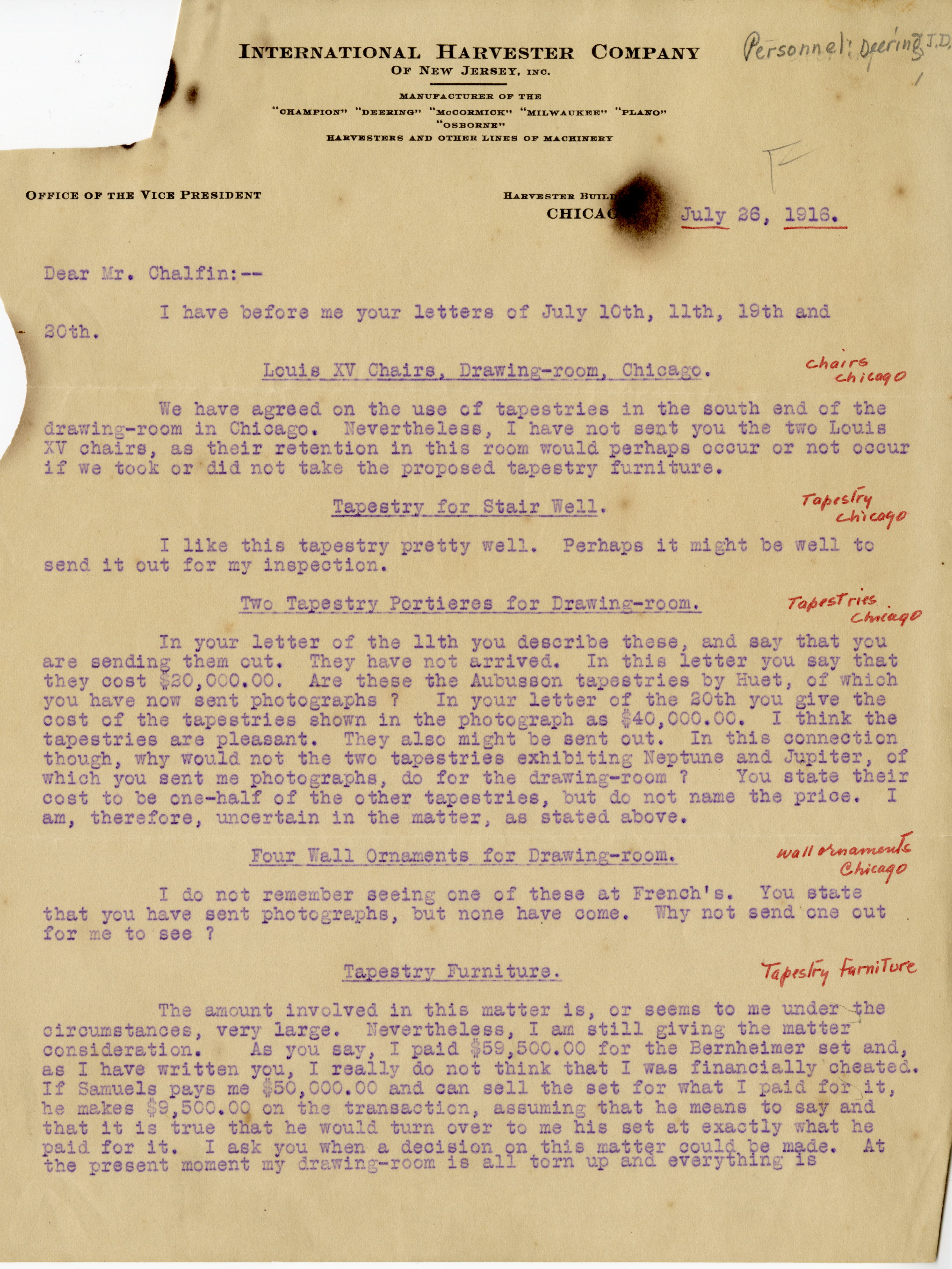
نامهٔ دیرینگ به چافین در مورد خرید پرده‌های نگارین
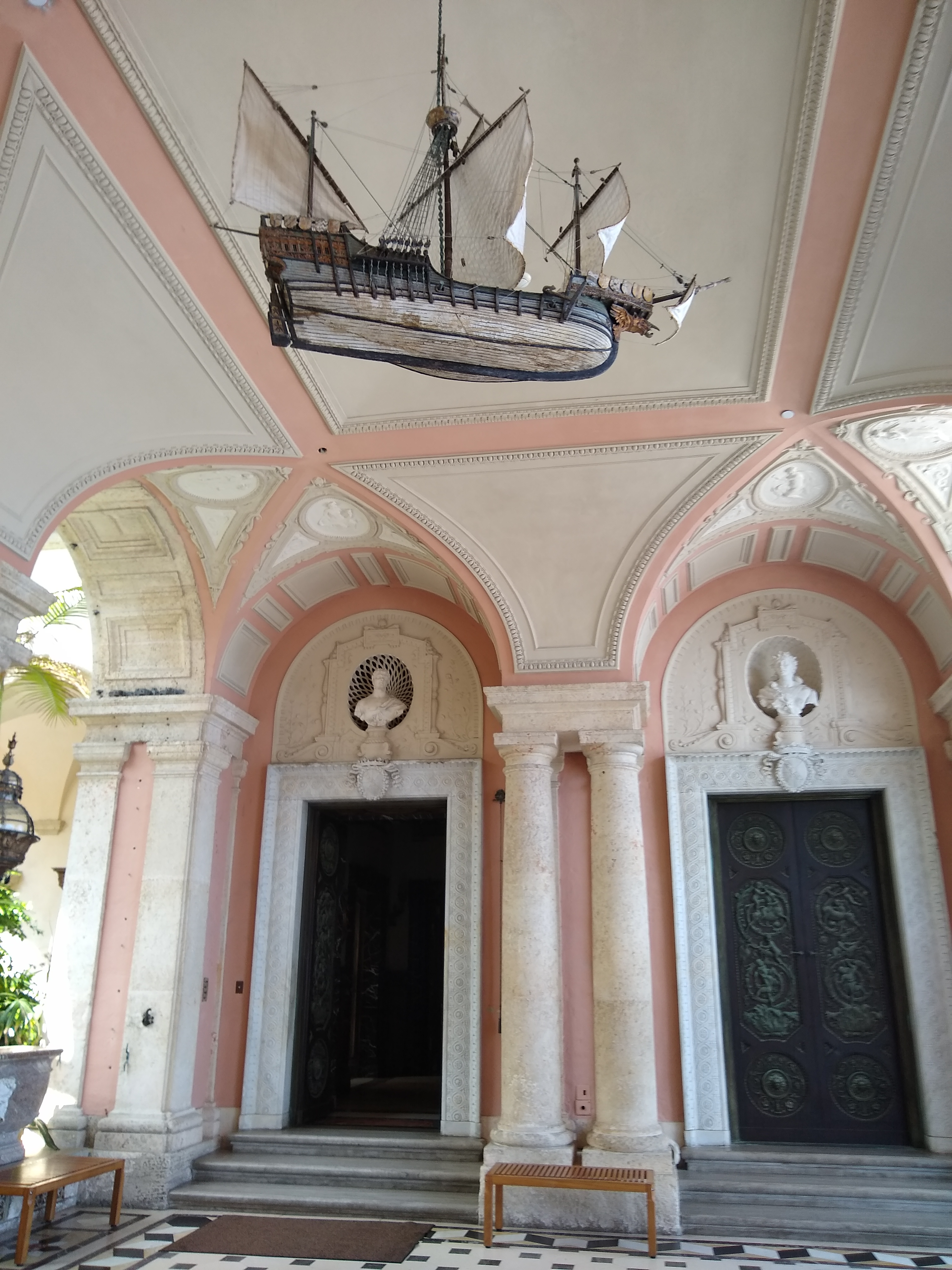
کاراول معلق از سقف در ویزکایا
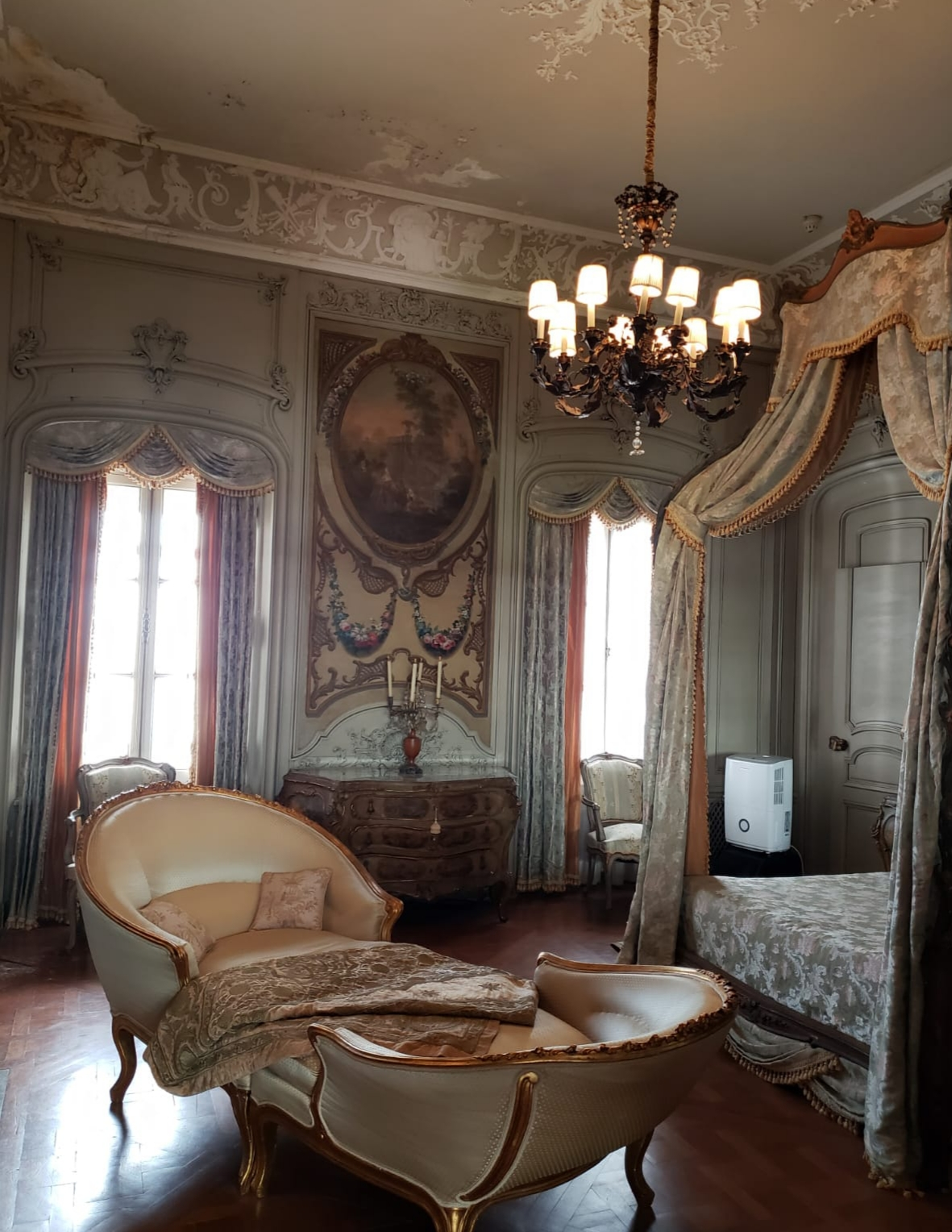
یکی از اتاق‌های ویلا
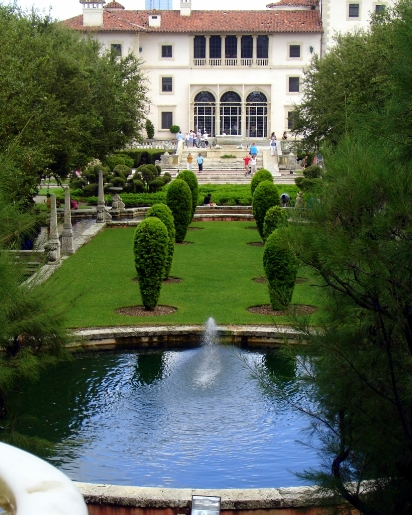
نمایشمالی ویلا از پاویون باغ
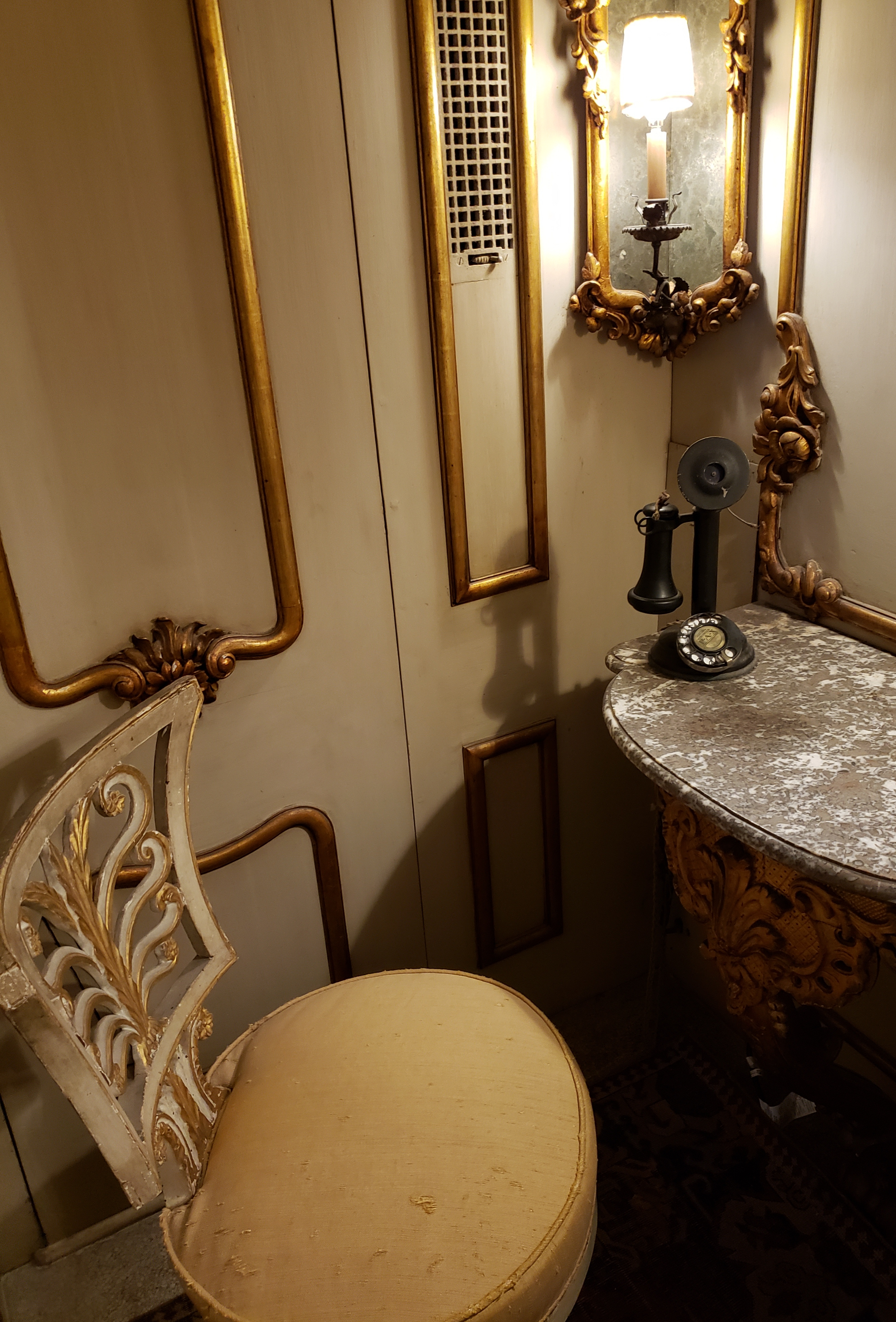
اتاق تلفن در موزه باغ ویزکایا که امکان مکالمه خصوصی را فراهم می‌کند
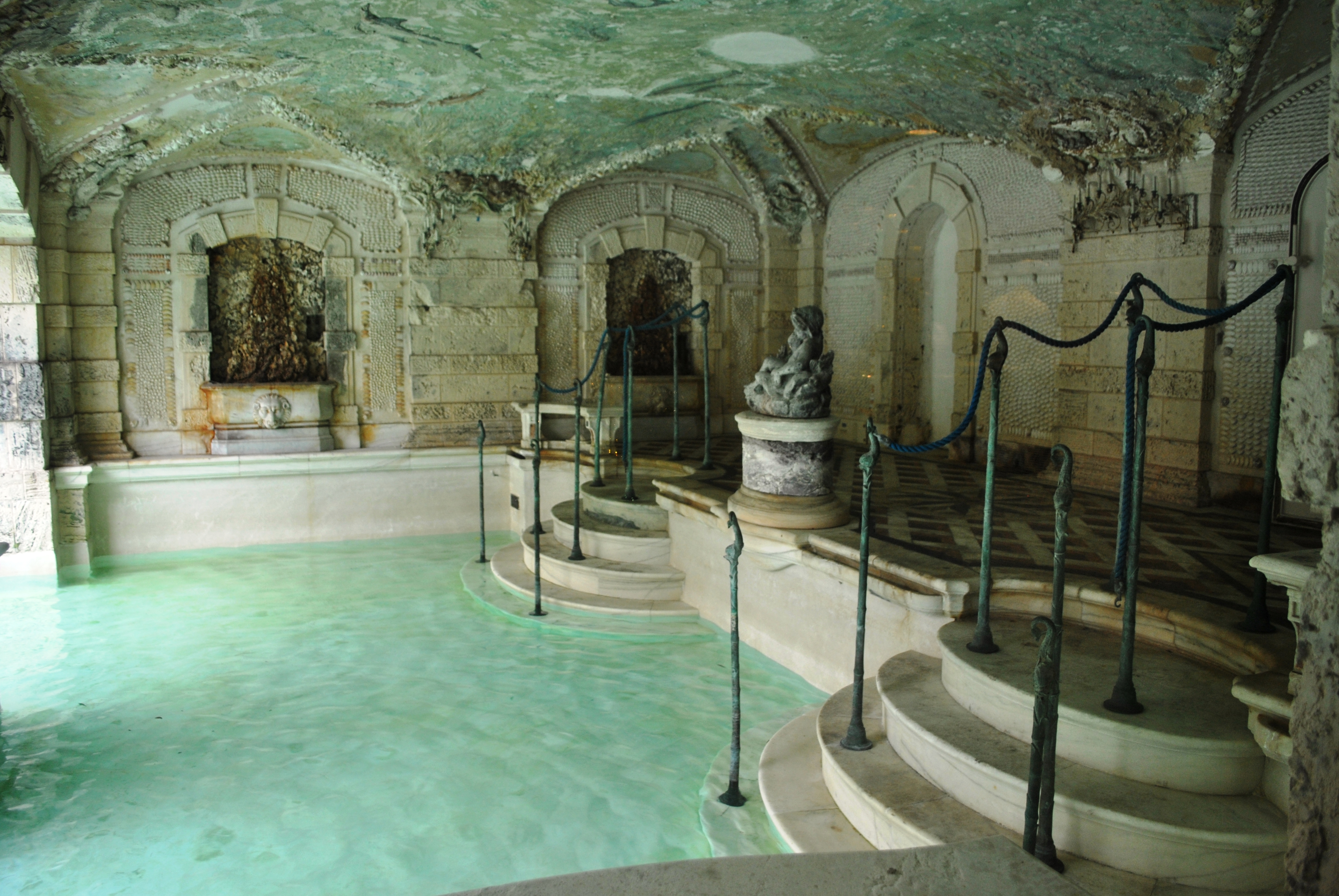
استخر تاریخی ویلا ویزکایا